# Douthat
Douthat è una città fantasma della contea di Ottawa, Oklahoma, Stati Uniti. Douthat si trova 3,2 km. a sud di Picher. Douthat un tempo aveva un ufficio postale, che aprì il 17 marzo 1917. La comunità prese il nome da Zahn A. Douthat, il proprietario del sito della città. Douthat è ora abbandonata e fa parte del sito di Tar Creek Superfund.